# 파블로 마친
파블로 마친 디에스(스페인어: Pablo Machín Díez ˈpaβlo maˈtʃin ˈdi.eθ[*], 1975년 4월 7일, 카스티야 이 레온 주 소리아 ~)는 스페인의 전 축구 선수로, 현역 시절 우측 수비수로 활약했으며, 최근 카타르의 움살랄 감독을 맡았다.

## 선수 경력
소리아 출신인 마친은 누만시아 유소년부를 졸업했다. 비록 1993-94 시즌에 세군다 디비시온 B의 1군 경기에 5경기 출전했지만, 그는 주로 1998년까지 2군에서 주로 활약했는데, 무릎 중상으로 불과 23세의 나이에 은퇴해야만 했다.

## 감독 경력
2000년, 그는 누만시아에 복귀해 유소년부 감독을 맡았고, 2006년에 테르세라 디비시온에 속한 2군 감독으로 승진했다. 이후 그는 이듬해에 플레이오프전에 구단을 진출시켰고, 2007년 여름에는 1군의 수석 코치로 취임했다.
2011년 5월 30일, 마친은 경질된 후안 카를로스 운수에 감독의 후임으로 세군다 디비시온의 1군 감독이 되었다. 이어지는 두 시즌 동안 구단을 2부 리그에 잔류시킨 마친 감독은 작은 붉은 군단의 지휘봉을 내려놓았다.
마친은 해임된 하비 로페스 감독의 후임으로 2014년 3월 9일에 지로나의 감독이 되었다. 인상적인 시즌 끝에 지로나는 2014-15 시즌을 3위로 마치지만 승격이 좌절되었고, 2018년까지 유효한 2년 계약 연장을 하는 데 만족해야 했다.
2017년 8월 17일, 라 리가 승격을 이룩하면서, 마친은 2019년까지 계약을 연장했다. 그는 구단을 이끌고 10위라는 인상적인 성적을 거두었는데, 유럽대항전까지 단 7점이 모자랐다. 이 시즌에 라스 팔마스에게 안방에서 6-0의 대승을 거두기도 했었다.
마친은 2018년 5월 28일에 세비야와 2년 계약을 맺고 감독으로 내정되었다. 그러나, 이듬해 3월 15일, 슬라비아 프라하와의 유로파리그 16강 경기에서 패퇴한 이튿날에 경질되었다.
2019년 10월 7일, 마친은 에스파뇰의 감독으로 2년 계약을 맺고 취임해 다비드 가예고의 바통을 이어받았다. 그러나, 12월 22일에 구단이 최하위로 뒤처진 가운데 경질되었다.
2020년 7월 22일, 마친은 중국 슈퍼리그의 칭다오 황하이 감독이 되었으나, 취임 8일 만에 사적인 이유로 구단을 떠났다. 같은 해 8월 5일, 그는 후안 무니스의 후임으로 1부 리그의 알라베스 감독이 되었으나, 2021년 1월 12일에 경질 통보를 받았다.
2021년 1월 31일, 마친은 사우디아라비아의 알-아인 감독이 되었다. 그는 5달 후에 또다른 사우디 구단 알-라에드 감독이 되었다.

## 감독 통계
2021년 8월 27일 기준
| 구단       | 국적           | 취임            | 해임             | 기록 | 기록 | 기록 | 기록 | 기록 | 기록 | 기록 | 기록  | 주석   |
| 구단       | 국적           | 취임            | 해임             | 전   | 승   | 무   | 패   | 득   | 실   | 차   | 율 %  | 주석   |
| ---------- | -------------- | --------------- | ---------------- | ---- | ---- | ---- | ---- | ---- | ---- | ---- | ----- | ------ |
| 누만시아 B | 스페인         | 2006년 7월 1일  | 2007년 6월 30일  | 42   | 21   | 15   | 6    | 61   | 36   | +25  | 50.00 | [ 19 ] |
| 누만시아   | 스페인         | 2011년 6월 30일 | 2013년 6월 11일  | 87   | 28   | 29   | 30   | 109  | 112  | −3   | 32.18 | [ 20 ] |
| 지로나     | 스페인         | 2014년 3월 9일  | 2018년 5월 28일  | 189  | 83   | 50   | 56   | 255  | 197  | +58  | 43.92 | [ 21 ] |
| 세비야     | 스페인         | 2018년 5월 28일 | 2019년 3월 15일  | 50   | 26   | 9    | 15   | 97   | 59   | +38  | 52.00 | [ 22 ] |
| 에스파뇰   | 스페인         | 2019년 10월 7일 | 2019년 12월 23일 | 15   | 4    | 3    | 8    | 19   | 23   | −4   | 26.67 | [ 23 ] |
| 알-아인    | 사우디아라비아 | 2021년 1월 31일 | 2021년 5월 25일  | 14   | 2    | 4    | 8    | 14   | 30   | −16  | 14.29 | [ 24 ] |
| 알-라에드  | 사우디아라비아 | 2021년 6월 19일 | 2022년 1월 26일  | 19   | 7    | 3    | 9    | 25   | 29   | −4   | 36.84 | [ 25 ] |
| 합계       | 합계           | 합계            | 합계             | 416  | 171  | 113  | 132  | 580  | 486  | +94  | 41.11 | —      |